# Cypturus aenescens
Cypturus aenescens är en skalbaggsart som beskrevs av Wilhelm Ferdinand Erichson 1834. Cypturus aenescens ingår i släktet Cypturus och familjen stumpbaggar. Inga underarter finns listade i Catalogue of Life.